# Disa alinae
Disa alinae är en orkidéart som beskrevs av Dariusz Lucjan Szlachetko. Disa alinae ingår i släktet Disa och familjen orkidéer.
Artens utbredningsområde är Kongo-Kinshasa. Inga underarter finns listade i Catalogue of Life.